# Anna Mjöll
Anna Mjöll Ólafsdóttir, mais conhecida como Anna Mjöll, é uma cantora e compositora islandesa.

## Biography
Anna Mjöll nasceu e cresceu em Reykjavík, Islândia. Filha de um guitarrista e compositor islandês Ólafur Gaukur e da cantora, modelo e diretora e produtora de rádio Svanhildur Jakobsdóttir. Os seus pais fizeram parte de uma bandas com maior sucesso na Islândia,  "Sextett Ólafs Gauks" - com o seu próprio programa de televisão, numerosos álbuns e várias turnés pelos países escandinavos. Mjöll aprendeu a tocar piano, guitarra e violoncelo. Ela lançou o seu primeiro CD com a sua mãe, quando tinha 19. Representou a Islândia no Festival Eurovisão da Canção 1996, com o tema Sjúbídú. Depois fez várias tournés pelo mundo com o cantor Julio Iglesias durante três anos. Em 2006, Mjöll co-escreveu três canções com C.J. Vanston para o filme "For Your Consideration" realizado por Christopher Guest.
Em 2009, lançou o CD The Shadow Of Your Smile, interpretando um mistura de canções islandesas e jazz. O CD contou com a participação de músicos notáveis incluindo Vinnie Colaiuta, Dave Carpenter, Don Grusin, Neil Stubenhaus e Luis Conte, e foi votada como uma das 5 melhores CD publicado por cantoras de jazz em 2009 pela Arnaldo DeSouteiro's Jazz Station.